# 이천경찰서
이천경찰서(利川警察署, Icheon Police Station)는 경기도남부경찰청이 관할하는 경찰서 중 하나이다. 경기도 이천시 일대를 관할한다. 경기도 이천시 부악로 32 (중리동)에 위치하고 있다.
서장은 총경으로 보한다.

## 기본 정보
- 주소: 경기도 이천시 부악로 32 (중리동)
- 우편번호: 17379

## 관할 파출소 및 지구대
이천경찰서는 1개의 지구대와 11개의 파출소를 산하에 두고 있다.
| 명칭         | 사진 | 주소                    | 관할구역                                                                       | 치안센터     |
| ------------ | ---- | ----------------------- | ------------------------------------------------------------------------------ | ------------ |
| 창전지구대   |      | 영창로 171 (창전동)     | 창전동, 관고동, 사음동, 증일동, 중리동, 송정동, 안흥동, 진리동, 율현동, 갈산동 |              |
| 아미파출소   |      | 부발읍 경충대로 2154    | 부발읍 일부, 장록동, 단월동, 고담동                                            | 단원치안센터 |
| 장호원파출소 |      | 장호원읍 장감로 70      | 장호원읍                                                                       |              |
| 부발파출소   |      | 부발읍 무촌로 167-5     | 부발읍 일부                                                                    |              |
| 대월파출소   |      | 대월면 대월로803번길 64 | 대월면                                                                         |              |
| 마장파출소   |      | 마장면 오천로 27        | 마장면                                                                         |              |
| 신둔파출소   |      | 신둔면 경충대로 3162    | 신둔면                                                                         |              |
| 모가파출소   |      | 모가면 진상미로 1305    | 모가면, 대포동                                                                 |              |
| 백사파출소   |      | 백사면 현방로 62        | 백사면                                                                         |              |
| 설성파출소   |      | 설성면 설장로17번길 6-1 | 설성면                                                                         |              |
| 호법파출소   |      | 호법면 이섭대천로 547   | 호법면                                                                         |              |
| 율면파출소   |      | 율면 고당로 144         | 율면                                                                           |              |
| 증포파출소   |      | 갈산로 15 (증포동)      | 증포동                                                                         |              |

## 같이 보기
- 경기도남부지방경찰청